# Mosaici del battistero di Firenze
I mosaici del battistero di Firenze ricoprono la cupola interna e la volta dell'abside dell'edificio e rappresentano uno dei più importanti cicli musivi del medioevo italiano. Creati a partire dal 1225, vennero completati verso il 1330, utilizzando i cartoni di grandi pittori fiorentini, tra i quali Cimabue, Coppo di Marcovaldo, Meliore e il Maestro della Maddalena, ad opera di mosaicisti probabilmente di origine veneziana.

## Storia

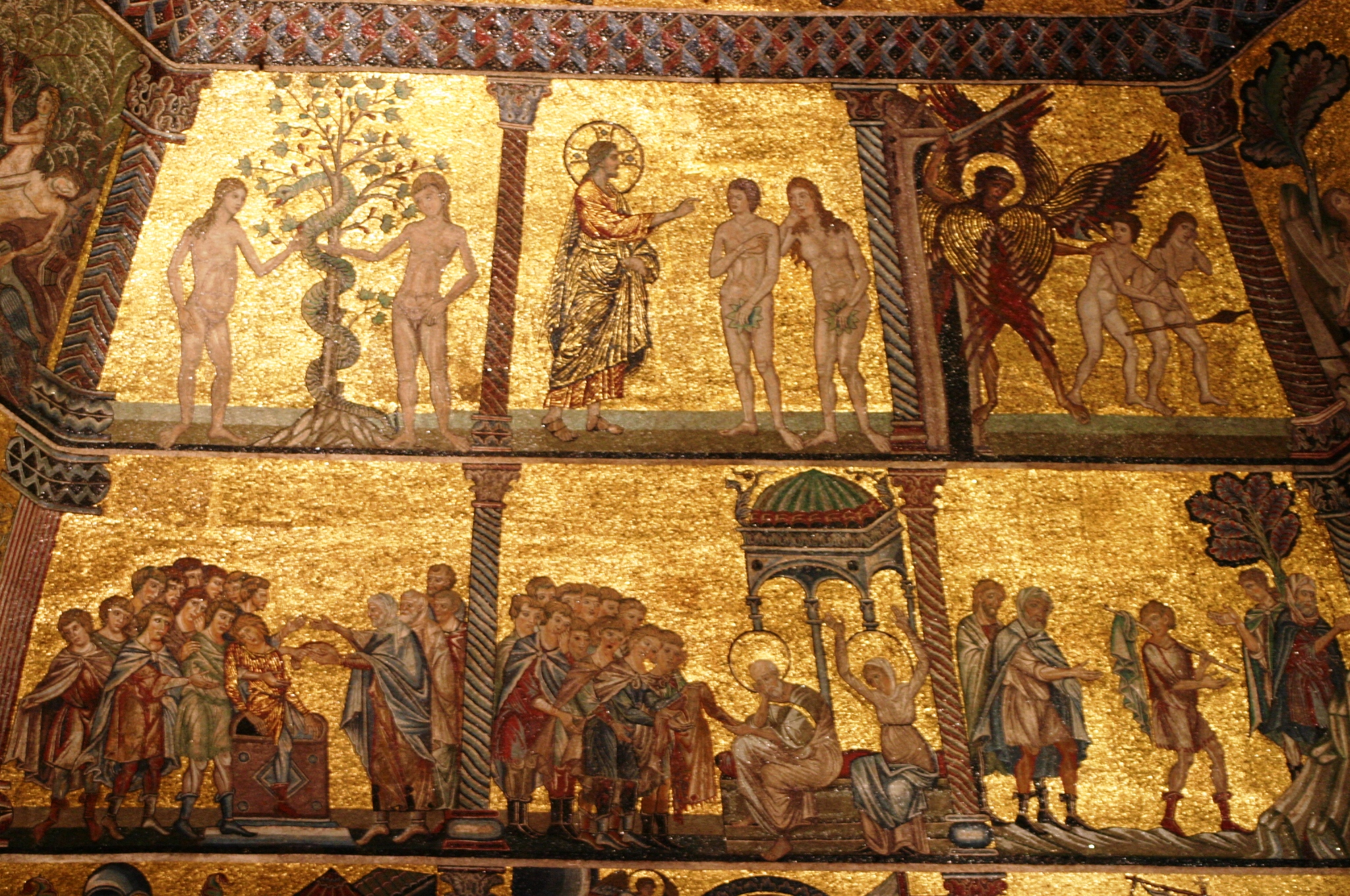
Alcune storie della Genesi e di Giuseppe ebreo

La decorazione musiva ebbe inizio nell'abside, ad opera del frate francescano Jacopo, che Vasari confuse poi con Jacopo Torriti. Un'iscrizione distribuita nei quattro peducci ricorda la data di inizio dei lavori.
Il rivestimento a mosaico della cupola fu impresa difficile e dispendiosa. Nel 1271 l'Arte di Calimala, responsabile dell'abbellimento e manutenzione del Battistero, siglò un accordo con i canonici per l'inizio della decorazione della cupola, anche se oggi si ritiene che la porzione più vicina alla lanterna fosse già stata avviata nel 1228 dallo stesso Jacopo, subito dopo aver terminato la scarsella. I lavori si protrassero fino all'inizio del nuovo secolo, entro il 1330, come riporta in un passo Giovanni Villani. Secondo Vasari la parte più antica dei mosaici è da riferire ad Andrea Tafi, figura semileggendaria, che avrebbe eseguito le gerarchie angeliche e il Pantocratore aiutato dal greco Apollonio, incontrato a Venezia. Il resto sarebbe stato eseguito da Gaddo Gaddi. Nell'impossibilità di verificare le affermazioni vasariane, si è comunque registrato come le zone più antiche siano anche quelle più simili ai mosaici di Venezia (San Marco e Torcello), nonché a quelli di San Paolo fuori le Mura a Roma (dove lavorarono infatti maestranze veneziane, chiamate nel 1218 da papa Onorio III).
Oggi la critica è orientata soprattutto sui nomi di vari artisti toscani, ammettendo però nella realizzazione materiale l'intervento di maestranze venete o, tutt'al più, orientali. Sulla base di analogie stilistiche con opere pittoriche, sono stati tirati in ballo i nomi dei migliori maestri del Duecento e dei loro collaboratori, fino a Giotto e i protogiotteschi, come il cosiddetto Ultimo Maestro del Battistero, evidenziato da Roberto Longhi.
I restauri si susseguirono praticamente senza sosta dalla fine del Trecento in poi. Sono ricordati quelli del 1402, del 1481 e del 1483-1499, questi ultimi sovrintesi da Alesso Baldovinetti nominato appositamente restauratore ufficiale della decorazione musiva; di nuovo altri lavori nel 1781-1782 (ripulitura generale), nel 1821-1823 (per far fronte a una grave danno nella zona delle Storie di Noè) e nel 1898-1907 (vasti reintegri).

## Descrizione

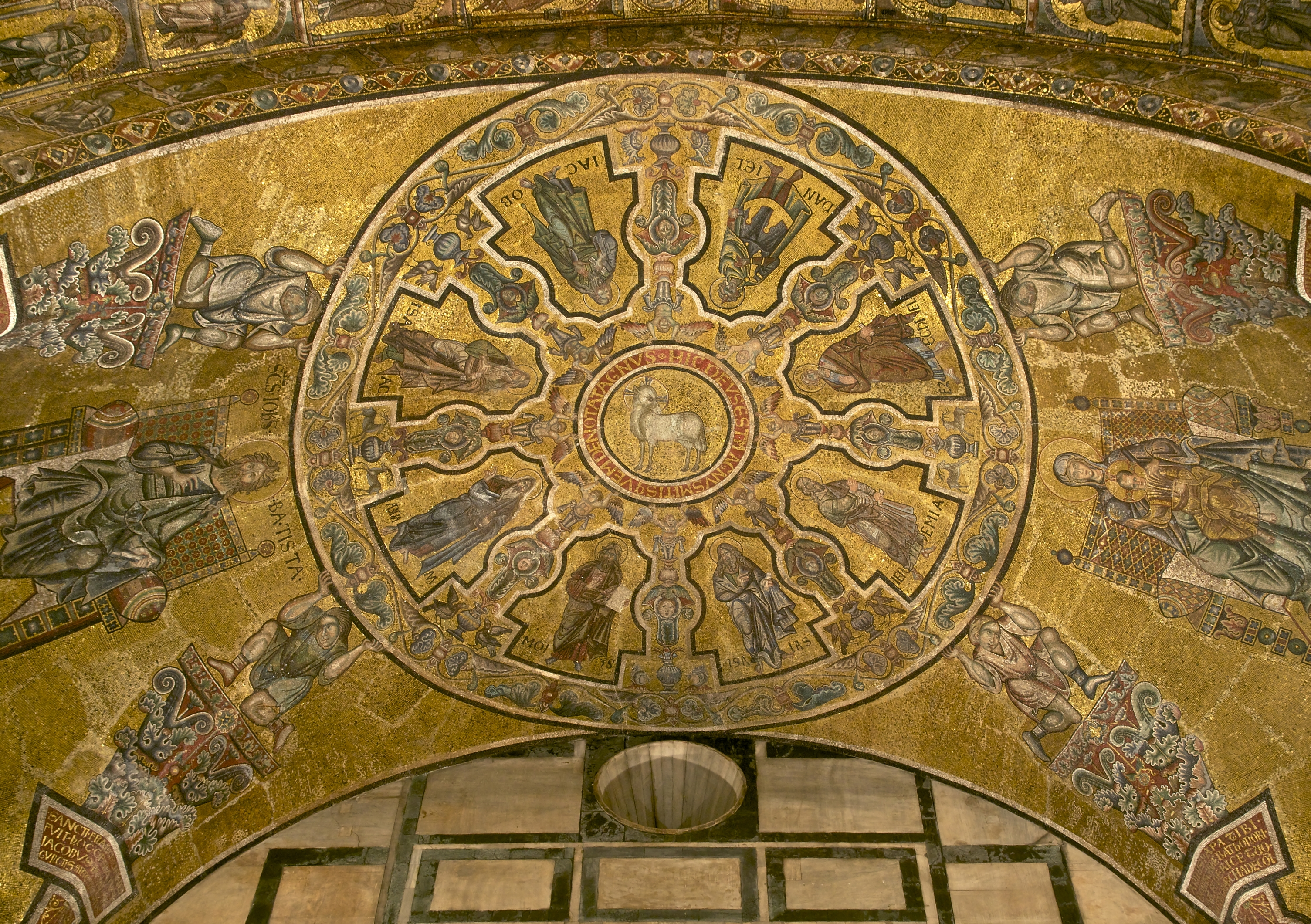
Mosaico della volta dell'abside

### L'abside
Il doppio arco sopra l'altare è decorato nell'estradosso da busto di Cristo, della Madonna, di Apostoli e profeti, divisi da scomparti e decorazioni a fogliami, forse opera più tarda della fine del Duecento. Nella scarsella corre un fregio con cherubini e serafini entro clipei, sopra il quale si imposta la volta, opera di fra' Jacopo, che mostra attinenze con alcuni mosaici della basilica di San Marco a Venezia.
Alle estremità si trovano figure mistilinee con sopra tabelle con le iscrizioni; su queste a sua volta si impostano quattro ornatissimi capitelli in colori vivaci e disegnati con linee molto arcuate, sui quali stanno quattro telamoni piegati a reggere la rappresentazione a forma di ruota. I telamoni hanno una viva plasticità e ricordano da vicino quelli scolpiti dalla bottega di Benedetto Antelami nella facciata della cattedrale di Fidenza. Ai lati dei telamoni stanno due troni con Giovanni Battista (a sinistra) e la Madonna col Bambino (a destra), opere molto restaurate, in particolare nelle teste. I troni rimandano a modelli della miniatura carolingia e ottoniana.
La struttura della ruota è formata da girali di repertorio classico, coi raggi che contengono candelabre la cui fantasiosa composizione sembra anticipare le grottesche: in basso un vaso tra coppie affrontate di animali quali cervi (che riprendono il passo del Salmo 41 «come un cervo cerca l'acqua, così l'anima cerca Dio»), uccelli e strani uomini-pesce con pinne sulla testa; sopra un motivo vegetale con una testina in mezzo e più in alto un angelo che regge il grande medaglione centrale, in cui si trova l'Agnus Dei. Esso è circondato dall'iscrizione in caratteri dorati su sfondo rosso "HIC DEUS EST MAGNUS MITIS QUEM DENOTAT AGNUS".
Tra i raggi si trovano le rappresentazioni di otto profeti a figura intera: in senso antiorario dal basso Mosè, Abramo, Isacco, Giacobbe, Daniele, Ezechiele, Geremia, Isaia. Essi sono realizzati guardano alla tradizione bizantina e riportano ciascuno il nome in un'incrizione all'altezza dei piedi.

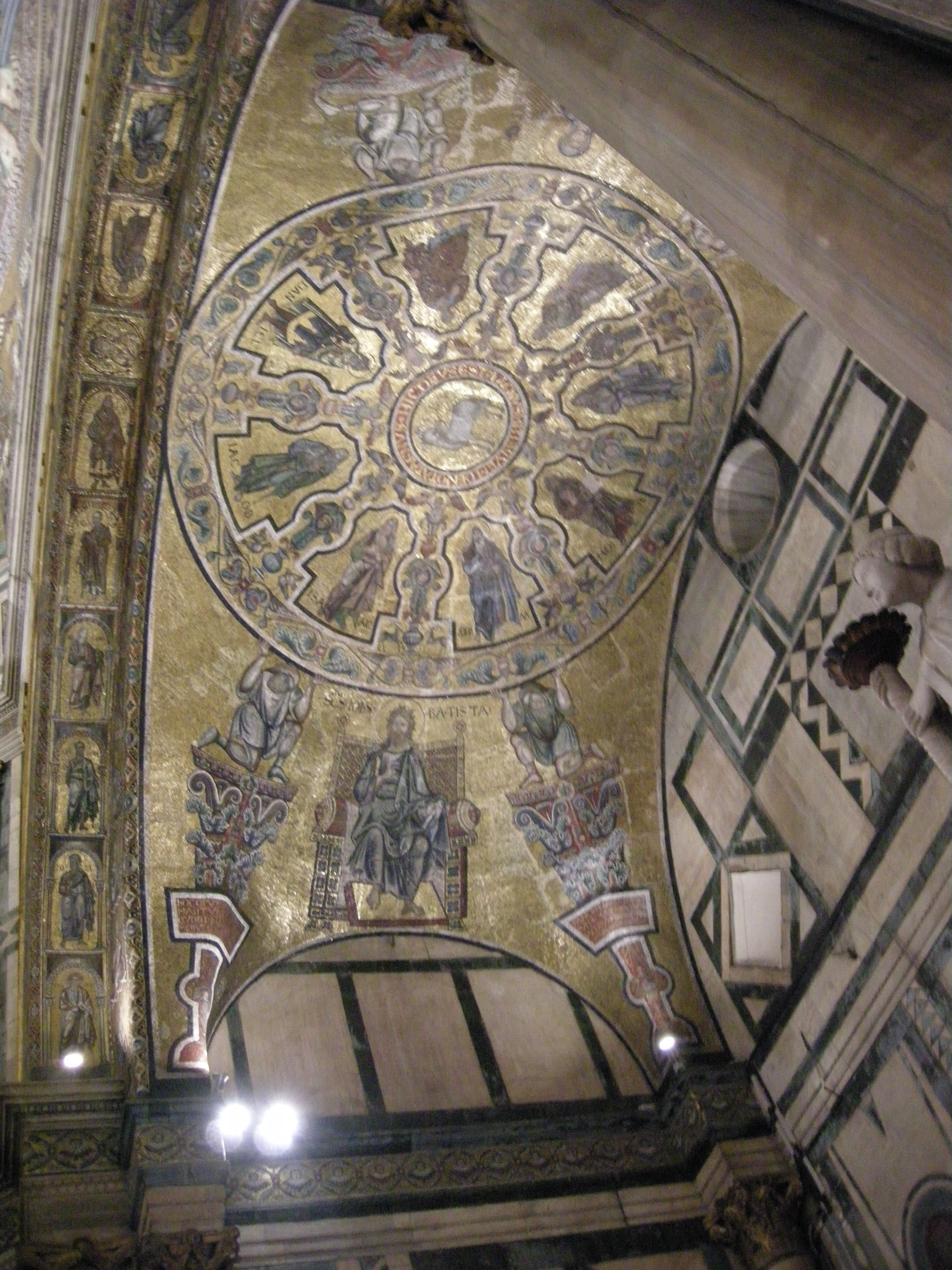
Veduta di lato
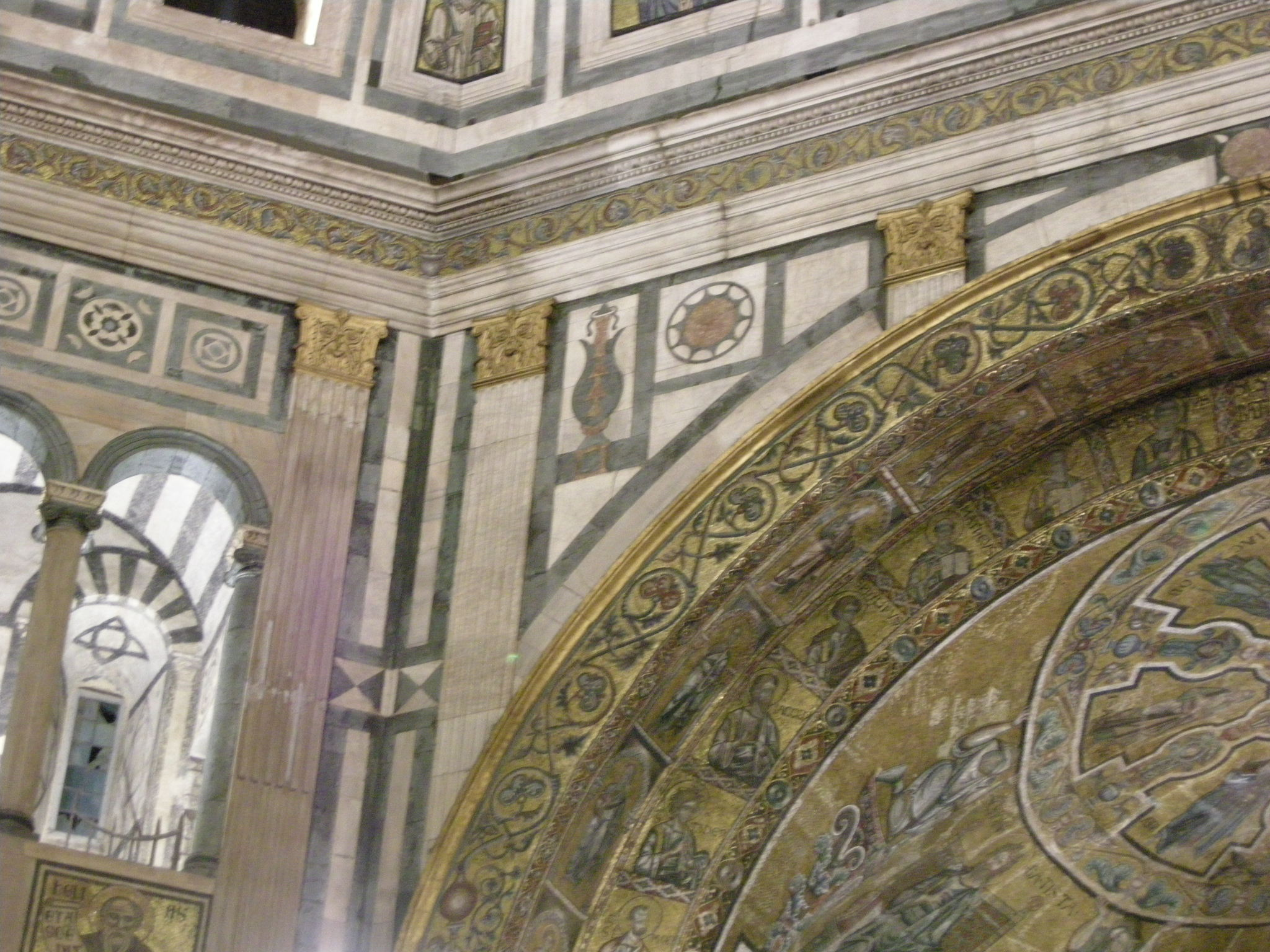
Busti e motivi vegetali lungo l'arcone
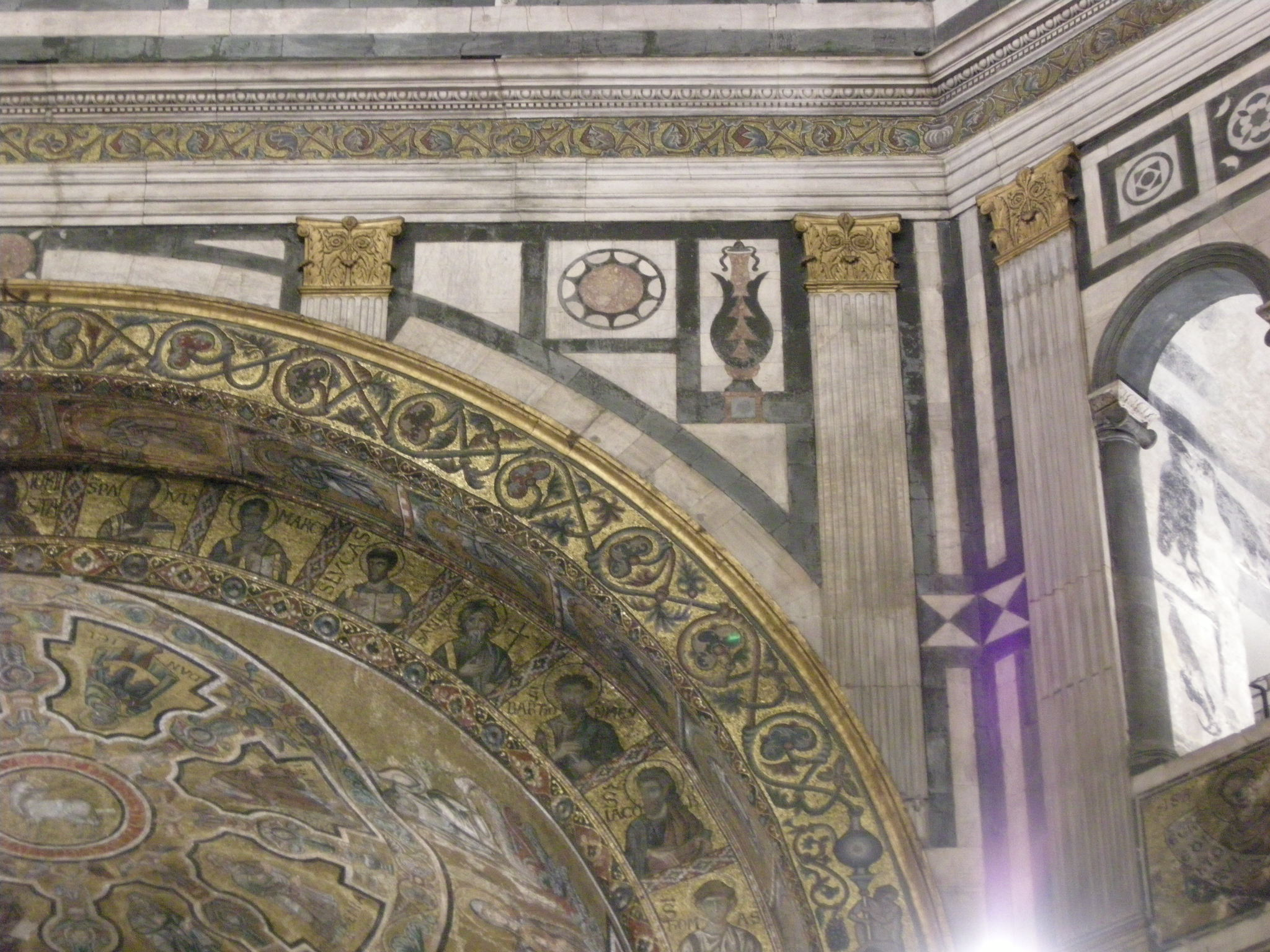
Busti e motivi vegetali lungo l'arcone

### La cupola

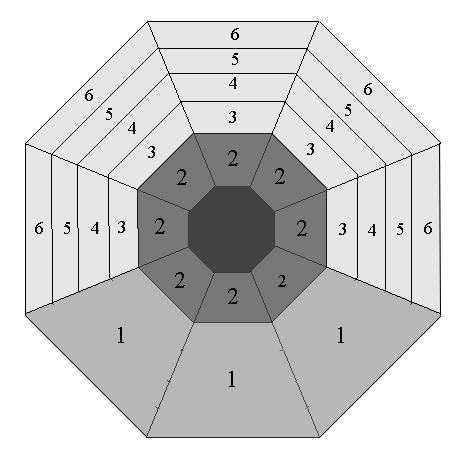
Schema della disposizione delle scene sui mosaici della cupola

Presenta otto spicchi ed è rivestita da mosaico su fondo dorato. Su una fascia superiore sono raffigurate le gerarchie angeliche (2 nello schema) Su tre degli spicchi (1 nello schema) è raffigurato il Giudizio Universale, dominato dalla grande figura del Cristo: sotto i suoi piedi avviene la resurrezione dei morti, alla sua destra i giusti sono accolti in cielo dai patriarchi biblici, mentre alla sua sinistra si trova l'inferno con i suoi diavoli.
Gli altri cinque spicchi sono suddivisi in altri quattro registri orizzontali, dove sono raffigurate a partire dall'alto: storie della Genesi (3), storie di Giuseppe (4), storie di Maria e di Cristo (5) e storie di san Giovanni Battista (6).
Furono impiegate, secondo alcuni, maestranze veneziane, coadiuvate sicuramente da importanti artisti locali che fornirono i cartoni, come Coppo di Marcovaldo, autore dell'Inferno, Meliore per alcune parti del Paradiso, il Maestro della Maddalena e Cimabue, cui sono attribuite le prime storie del Battista.

#### Gerarchie angeliche

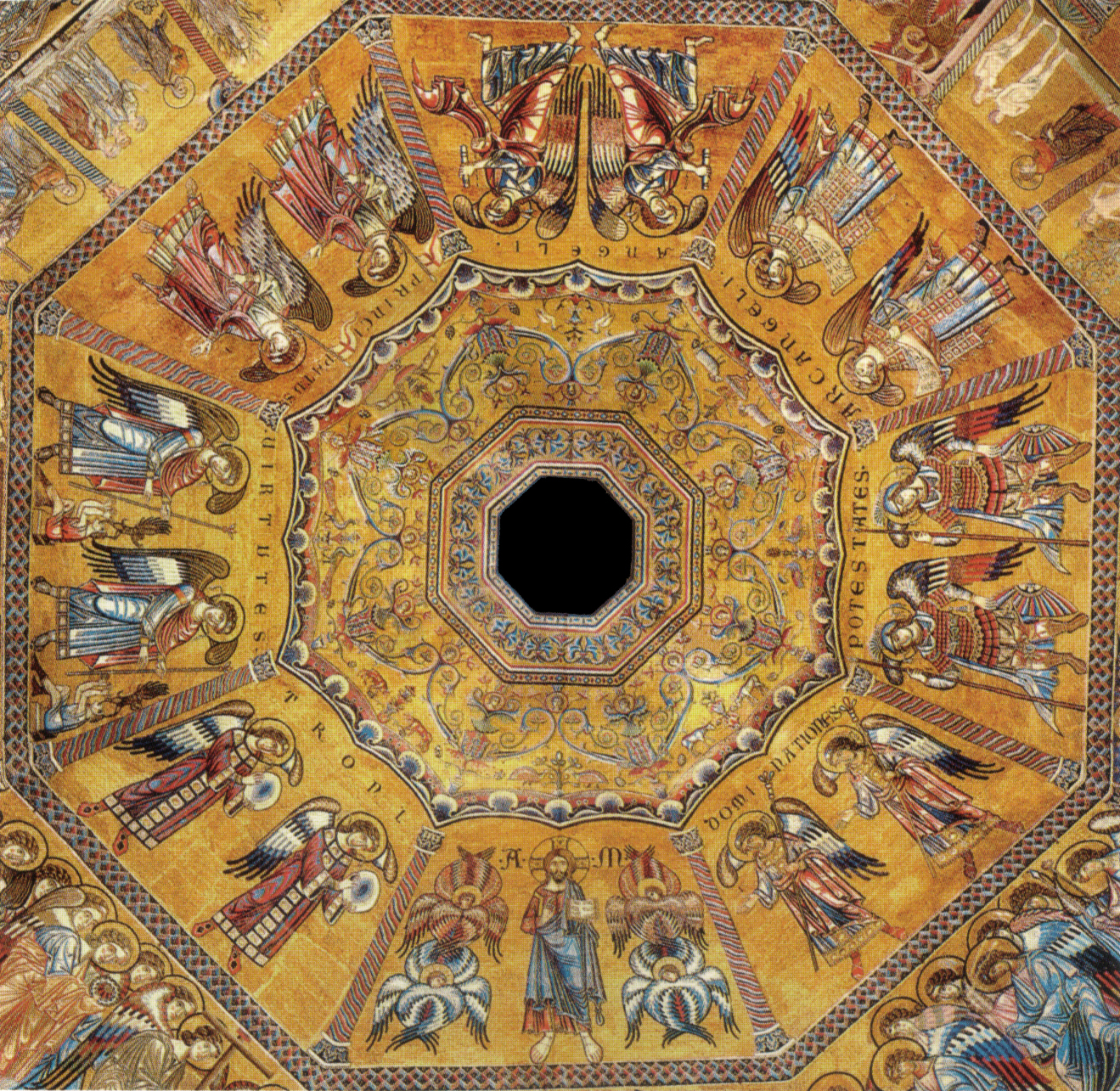
Gerarchie angeliche

La parte più vicina alla cupola mostra una serie di cornici con vivaci decorazioni fitomorfe, alle quali segue una fascia con girali e rappresentazioni figurate ritmate che somigliano a quelle della ruota nell'abside: una sorta di vaso composto da elementi vegetali di fantasia corrisponde a ogni spigolo (allineati nei registri più bassi si trovano le colonnine), dal quale escono due racemi che creano grandi volute e un tralcio centrale. Dove si uniscono le volute simmetriche e sopra agli elementi centrali si trovano testine entro clipei; sotto le volute si trovano fontane elaborate alle quali si abbeverano copie di animali derivate dalla simbologia paleocristiana: i cervi, i pavoni, gli arieti, gli aironi e altri. Sotto questa fascia corre una cornice in cui si riconosce il motivo della conchiglia.
L'anello successivo è occupato dalla rappresentazione, secondo lo Pseudo-Dionigi, delle gerarchie angeliche, la cui identificazione è aiutata dalle didascalie: al centro Cristo benedicente, col libro aperto in mano, è affiancato da serafini (rossi) e cherubini (blu), i più prossimi a lui e gli unici con tre paia di ali, ai quali seguono alternativamente a sinistra e a destra, separate da colonnine, due coppie dei vari tipi di angeli, tutte identiche tranne quelle in asse con Gesù che sono speculari:
- I Troni (da ora in poi a due ali), incaricati di trasportare con in paradiso il trono di Dio e raffigurati con mandorle luminose nelle mani, che secondo la convenzione bizantina simboleggiano proprio il trono divino
- Le Dominazioni, da cui dipende l'ordine universale, rappresentate con un lungo scettro sormontato dal trifoglio, simbolo della Trinità
- Le Virtù, che dispensano la grazia divina, infatti sono accanto a piccoli uomini indemoniati che, seduti su blocchi, a esse si rivolgono guardando in alto e stendendo le braccia, ricevendone la messa in fuga dei diavoli che escono dalle loro bocche
- Le Podestà, che indossano corazze ed elmi crestati, incaricate di sorvegliare la distribuzione dei poteri all'umanità
- I Principati, che vigilano sulle nazioni e stringono un vessillo crociato
- Gli Arcangeli, i grandi consiglieri inviati dal cielo, sono elegantemente vestiti e recano cartigli, simboleggianti il messaggio divino.
- Gli Angeli, che sono i più vicini agli uomini e si prendono cura delle loro preoccupazioni[3]

L'autore del primo registro, secondo Toesca, è lo stesso fra' Jacopo che lavorò alla scarsella, coadiuvato da maestranze venete. Le gerarchie celesti spetterebbero invece, secondo la tradizione, ad Andrea Tafi e Apollonio, mentre Ragghianti assegnò il Cristo al disegno di Coppo di Marcovaldo e le Potenze al Maestro della Maddalena.

#### Giudizio universale

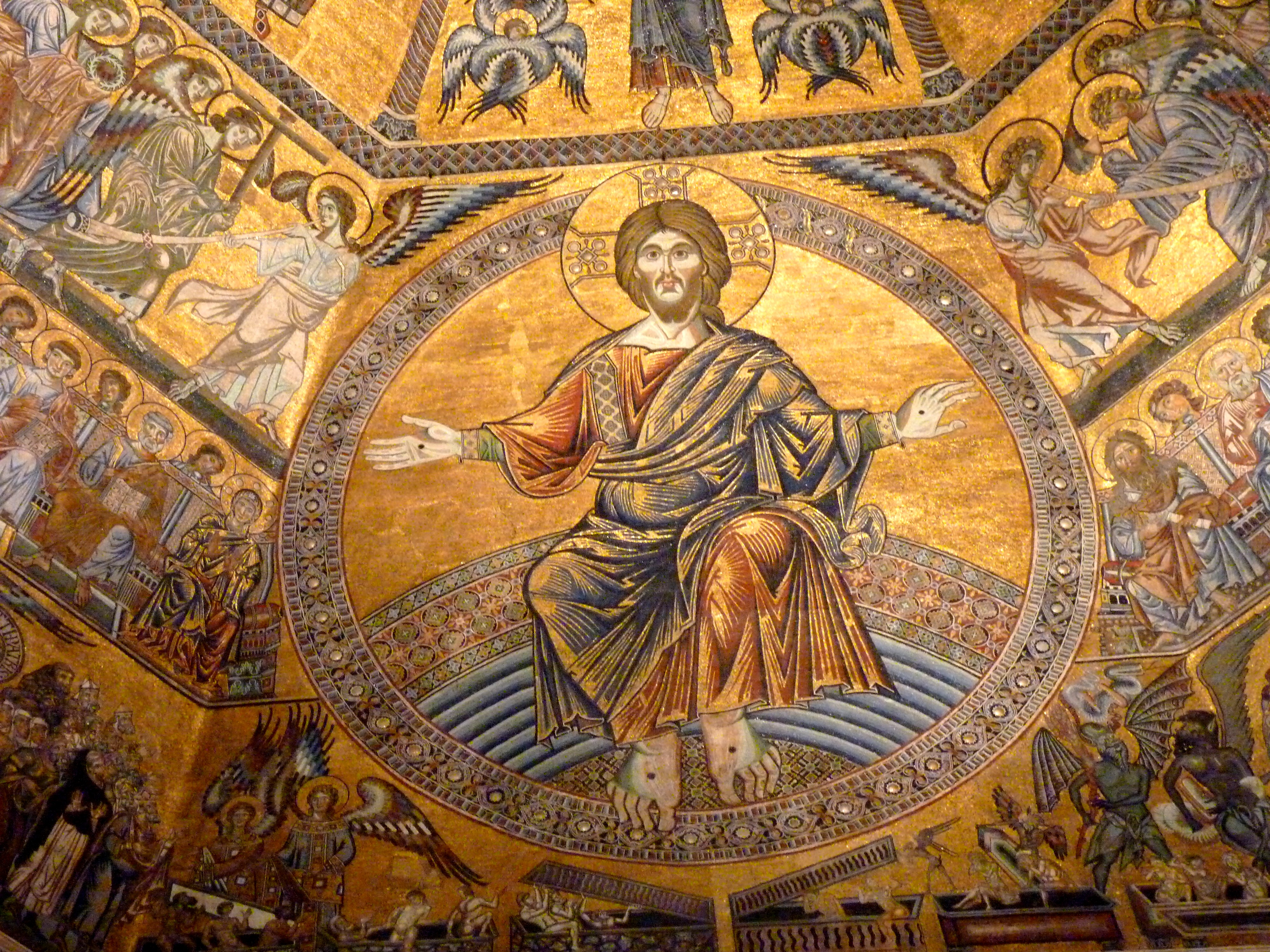
Cristo giudice

I tre spicchi sopra l'altare sono occupati dalla scena del Giudizio Universale. Quello centrale è occupato quasi per intero dalla grande figure del Cristo Giudice, che domina l'intera cupola da sopra l'altare. È seduto sui cerchi del Paradiso e distende le mani, una rivolta all'alto, una al basso, a dirigere la separazione tra giusti e dannati, mostrando con evidenza i segni della crocifissione. La posizione delle gambe in tralice e la posa sfasata dei grandi piedi evitando un effetto di rigida frontalità, grazie anche alla complessa pieghettature della veste, resa straordinariamente dalle lumeggiature di tessere dorate. Nell'aureola, col tipico motivo cruciforme, sono inseriti smalti simili a specchietti, che compaiono anche nella decorazione del bordo della mandorla.
Ai suoi lati, organizzati su tre registri paralleli, si trovano in alto due schiere angeliche quasi simmetriche, che portano i simboli della Passione e il necessario per i giudizio, mentre due suonano le trombe dell'Apocalisse che sveglia, ai piedi di Cristo, i mortali dai sepolcro.
Nel secondo registro si trovano due lunghi scranni addobbati come troni, su cui sono seduti la Madonna (a destra di Cristo, con le mani levate), Giovanni Battista (a sinistra, con un rotolo in mano) e i dodici Apostoli, ciascuno reggente un libro aperto scritto coi più disparati alfabeti a ricordare la loro opera di evangelizzazione del mondo dopo la discesa dello Spirito Santo. Tra i santi si trovano teste d'angelo, affacciati da dietro gli schienali, ritmate gradevolmente ora inclinandole verso destra ora verso sinistra. Ragghianti (1957) assegnò queste scene a Meliore, in particolare confrontando san Pietro con il Dossale del Redentore agli Uffizi.
Il registro inferiore mostra le rappresentazioni del Paradiso, a destra, e dell'Inferno a sinistra. Le anime risorte sono subito prese da angeli o diavoli. Gli Eletti sono sospinti verso un gruppo che, riconoscente a Dio, è accompagnato da un grande angelo che tiene un cartiglio ("Venite Beneditti Patris Mei / Ossidete Preparatum") verso la Gerusalemme celeste. Qui un altro angelo, dalla veste gemmata, apre la porta a un piccolo uomo trascinandolo per la mano; nella città tre grandi patriarchi seduti tengono le animelle in grembo. Nella città celeste crescono straordinarie piante variopinte e il terreno, simboleggiato da una fascia, è un verde praticello punteggiato da fiorellini. Tra gli eletti, in prima fila, si riconoscono un re e un frate domenicano, seguiti da tre vergini, alcuni vescovi, e in fondo, un monaco con la chierica.
Orrendi diavoli con ali nere di pipistrello spingono invece i dannati verso destra (sinistra di Cristo), dove essi si accalcano l'uno sull'altro calpestandosi, tappandosi gli occhi e la bocca per il disgusto. La rappresentazione dell'Inferno è dominata dal grande Satana cornuto, su un trono infiammato, che sgranocchia un uomo mentre dalle orecchie gli escono due serpenti che addentano altrettanti dannati. Mostri a forma di serpente, di rana o di lucertola escono dal suo corpo e infieriscono sui dannati, che il diavolo calpesta. Gli animali che divorano i dannati sono utilizzati per accentuare la natura insaziabile di Satana. Satana viene spesso rappresentato nell'atto di inghiottire i dannati in quanto il motivo infernale della "bocca divorante" riflette un'antica concezione della divinità come principio creatore e distruttore. Le orecchie asinine sottolineano la natura ferina e malvagia del demonio e sono l'attributo di Lucifero e dell'Anticristo. Le corna derivano dalla rappresentazione del dio celtico Cernunnos e sono il simbolo della sconfitta del paganesimo operata dalla Chiesa.
I dannati sono gettati in voragini dai numerosi diavoli, impiccati, mutilati, arsi allo spiedo, sbattuti o obbligati a bere oro fuso; un gruppo di dannate è avvolto dalle fiamme. La scena infernale è attribuita concordemente a Coppo di Marcovaldo, con alcune zone di minore irruenza assegnate da alcuni ad altri.

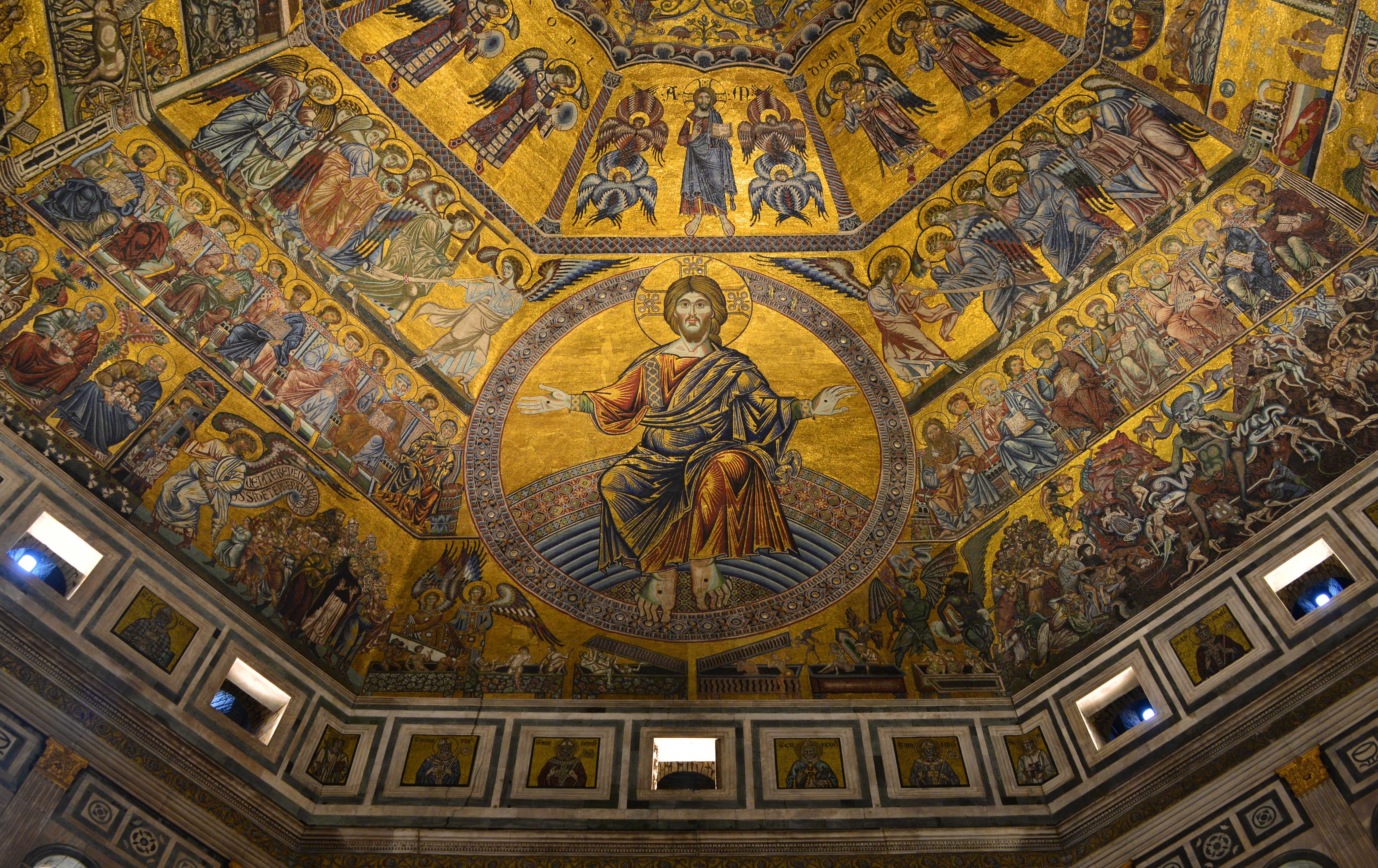
Giudizio universale
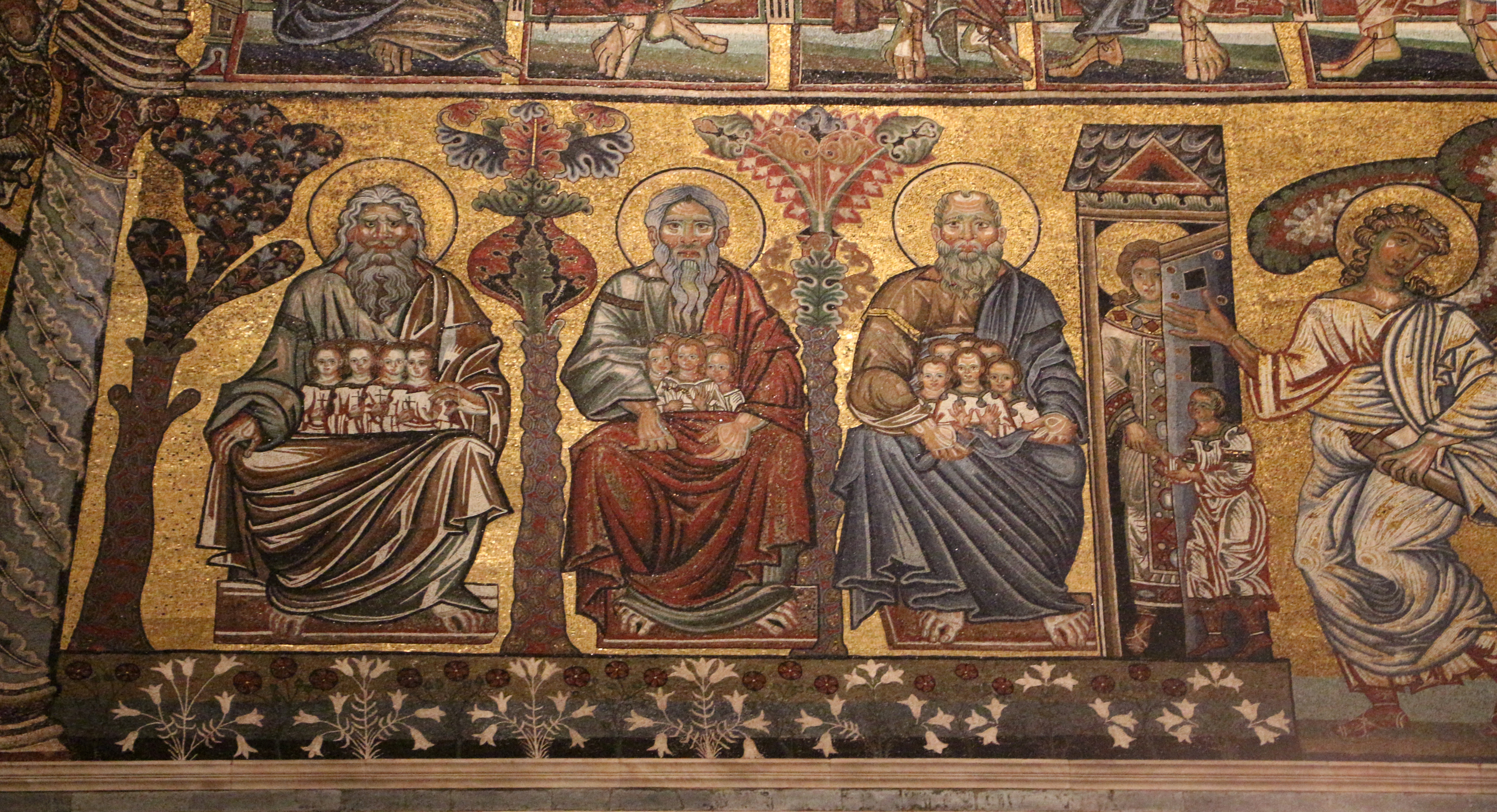
La Gerusalemme celeste
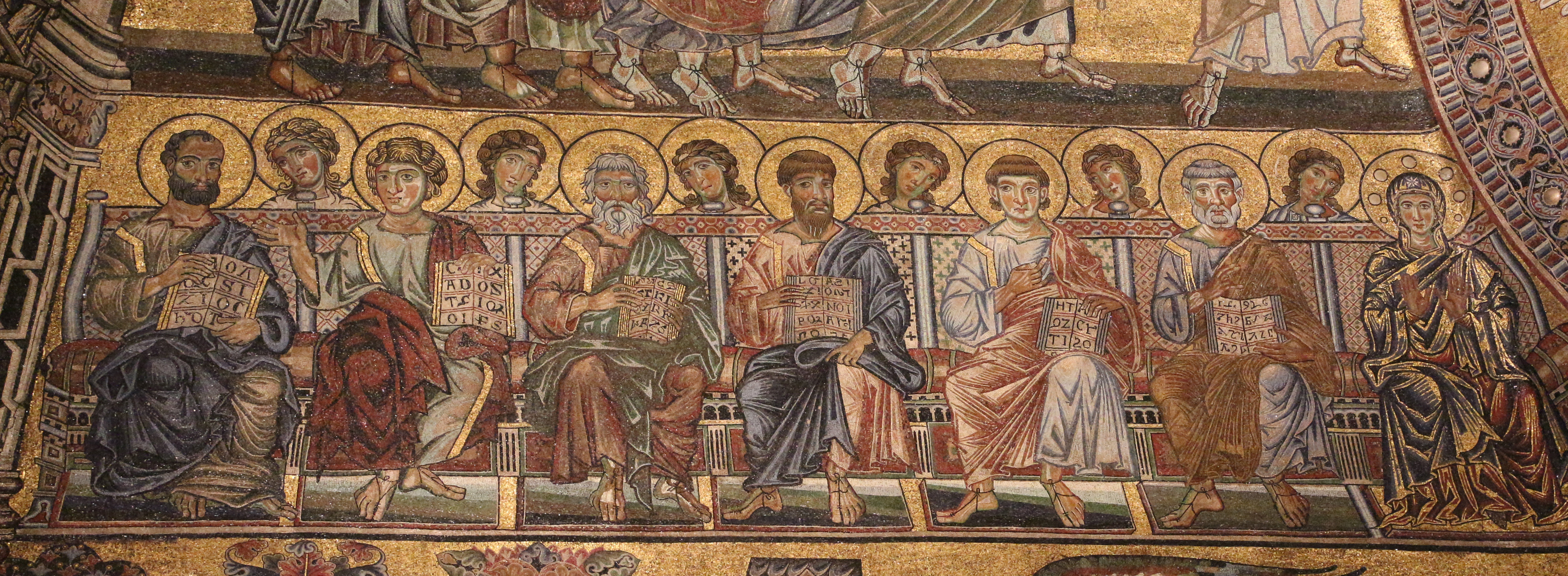
Apostoli e Maria
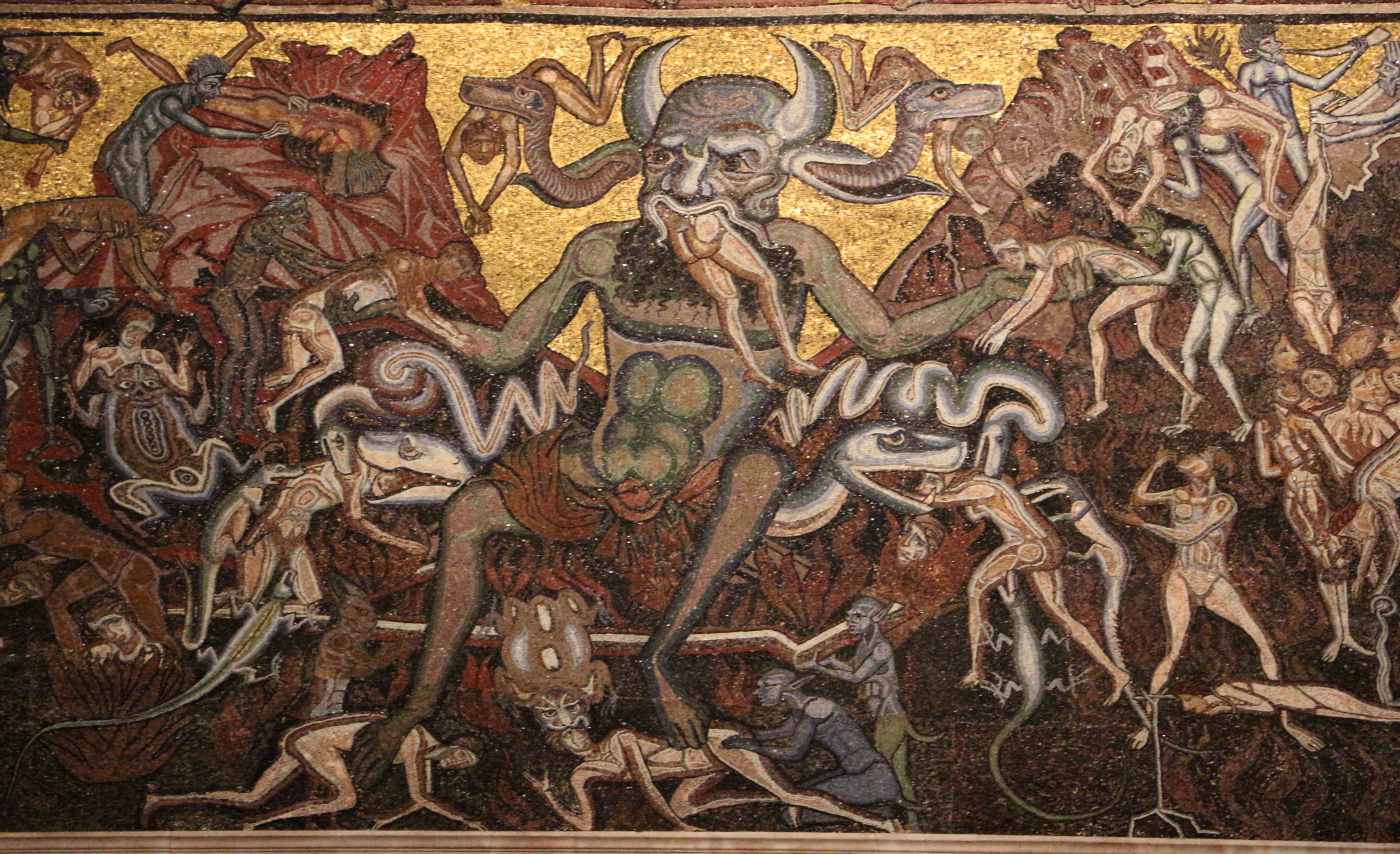
Satana

#### Storie della Genesi
Nel primo registro sotto le Gerarchie angeliche hanno luogo le Storie della Genesi, tre per spicchio. Si leggono in senso antioraio.
| Immagine | Titolo                               | Note |
| -------- | ------------------------------------ | --- |
|          | Creazione degli elementi             | Per Pesenti fu opera di un seguace di Giotto o di Gaddo Gaddi, con influenze senesi. |
|          | Creazione di Adamo                   | Pesantemente restaurata in seguito a danni nel 1898-1907; solo la testa di Dio e una piccola porzione del fondo sono originali |
|          | Creazione di Eva                     | La figura di Dio è quasi interamente rifatta nei restauri del 1898-1907. |
|          | Peccato originale                    | La chioma dell'albero, la testa di Eva e quella del serpente vennero rifatte. Come le altre scene della Genesi sono attribuite a Gaddo Gaddi. |
|          | Rimprovero di Dio                    | Rifatte la testa di Dio e alcune parti dei corpi di Adamo ed Eva. |
|          | Cacciata dal Paradiso terrestre      | Sono frutto di restauri le ali dell'angelo e gran parte del corpo di Adamo. |
|          | Lavoro dei progenitori               | Tutto il riquadro è originale tranne il monticello sulla destra. |
|          | Sacrificio di Caino e di Abele       | Abele offre un agnello, Caino un fascio di spighe, e la mano di Dio si protende verso il primo a sinistra; tutta la parte inferiore, compreso l'altare, è rifatta. |
|          | Caino uccide Abele                   | La chioma dell'albero, Dio, le rocce e la figura di Abele morto sono state rifatte. |
|          | Lamech uccide Caino e Tubalkain      | Questa e le tre scene seguenti vennero completamente rifatte nel 1906 dopo essere crollate nel 1819. Se ne incaricò Arturo Viligiardi, che le firmò e datò. |
|          | Dio ordina a Noè di costruire l'arca | Completamente rifatta da Arturo Vigilardi nel 1906. |
|          | Costruzione dell'arca di Noè         | Completamente rifatta da Arturo Vigilardi nel 1906. |
|          | Noè e gli animali entrano nell'arca  | Scena doppia, mostra una certa modernità negli animali, la Ponticelli attribuì all'intervento del 1483-1499 di Alesso Baldovinetti, il quale si sarebbe ispirato all'affresco del Diluvio di Paolo Uccello nel Chiostro Verde di Santa Maria Novella. Roberto Longhi invece ritenne il mosaico antico, fonte di ispirazione, viceversa, per Paolo Uccello. Soulier vi vide un influsso egiziano o siriaco. |
|          | Diluvio universale                   | Attribuito tradizionalmente a Gaddo Gaddi. |

#### Storie di Giuseppe
Nel secondo registro sotto le Gerarchie angeliche si trovano le Storie di Giuseppe, pure divise in tre per spicchio e da leggere in senso antiorario.
| Immagine | Titolo                                                                  | Note |
| -------- | ----------------------------------------------------------------------- | --- |
|          | Primo e secondo sogno di Giuseppe                                       | Le prime tre storie di Giuseppe, piuttosto ricche di gradazioni chiaroscurali e passaggi sfumati, vennero attribuite da Pesenti (1978-1979) all'ambito di Coppo di Marcovaldo, soprattutto la prima, in cui il ragazzo Giuseppe sogna undici covoni di grano (rappresentanti i suoi undici fratellastri) si inchinano davanti al covone dal lui confezionato da Giuseppe e che il sole e la luna (simboleggianti rispettivamente il padre e la madre) guardano lui e ignorano altre undici stelle. Queste scene furono restaurate nel 1898-1905 con un lavaggio, la tessellatura degli smalti e alcune integrazioni delle lacune. |
|          | Giuseppe racconta i sogni ai genitori                                   | Roberto Longhi (1939) attribuì la seconda e la terza scena delle Storie di Giuseppe all'autore del Diluvio Universale, legato all'arte nordica, mentre Pesenti, come già accennato, le riferì all'orbita di Coppo di Marcovaldo. Rifatte sono la figura di Giuseppe e le teste dei tre fratelli sulla destra. |
|          | Giuseppe racconta i sogni ai fratelli                                   | La scena non presenta rifacimenti e le considerazioni attributive sono le medesime della scena precedente. |
|          | Giuseppe calato nel pozzo e venduto dai fratelli                        | Questo riquadro e i prossimi due mostrano, nella composizione e nei tipi dei volti e dei panneggi, un'ascendenza legata a Cimabue (Mario Salmi, Roberto Longhi, Roberto Salvini), mentre per il tono da favola si è fatto il nome del Maestro della Maddalena. |
|          | I fratelli mostrano al padre Giacobbe la veste insanguinata di Giuseppe | Come il precedente, è attribuito da Pesenti e altri a Cimabue nell'ispirazione, tradotta forse in disegno dal Maestro della Maddalena e poi messa in opere dai mosaicisti. |
|          | Viaggio di Giuseppe in Egitto con gli Ismaeliti                         | Stesse considerazioni della scena precedente, con l'attribuzione al Maestro della Maddalena. I due mercanti sulla destra vennero rifatti nei restauri di fine Ottocento. |
|          | Putifarre acquista Giuseppe dai mercanti ismaeliti                      | Le prossime tre scene sono attribuite da Ragghianti e Pesenti alla cerchia del Maestro della Maddalena, con schemi simili a quelli della tavola nella Galleria dell'Accademia. |
|          | Giuseppe arrestato per la accuse ingiuste della moglie di Putifarre     | Stesse considerazioni della scena precedente. |
|          | Giuseppe in carcere interpreta i sogni del coppiere e del panettiere    | Due servitori erano stati incarcerati nella stessa prigione dove si trovava Giuseppe per via dell'inganno della moglie di Putifarre. Una notte entrambi fecero un sogno che Giuseppe interpretò il mattino seguente: il coppiere aveva sognato di spremere tre grappoli d'uva per il faraone e Giuseppe gli predisse che in capo a tre giorni sarebbe stato perdonato, raccomandandosi di ricordarsi della sua sventura una volta che avesse potuto parlare col sovrano; il fornaio invece aveva sognato di trasportare tre canestri di pani in testa i quali venivano mangiati dagli uccelli. Giuseppe lesse in ciò un presagio di sventura, di modo che in tre giorni egli sarebbe stato condannato a morte. Entrambe le profezie ebbero poi luogo. Le considerazioni stilistiche sono le stesse delle scene di Giuseppe presso Putifarre. |
|          | Sogni del faraone                                                       | Le tre storie di Giuseppe presso il faraone si differenziano da quelle precedenti per una maggiore ricchezza cromatica, riferibile però a un diverso esecutore materiale, mentre i vivaci disegni, dal tono quasi patetico, sarebbero da riferire pure al Maestro della Maddalena (Pesenti, 1978-1979). Ill tendaggio sopra il letto del faraone è stato rifatto a fine Ottocento. |
|          | Giuseppe interpreta i sogni del faraone                                 | Stesse considerazioni della scena precedente, non presenta rifacimenti sostanziali. |
|          | Giuseppe nominato sovrintendente d'Egitto                               | Analoghe considerazioni della scena precedente. |
|          | Giuseppe guarda i fratelli che caricano il grano                        | Le storie di questo spicco, come anche quelle sottostanti e superiori, vennero attribuite dal Longhi al maestro autore anche del Diluvio, che chiamò "Ultimo Maestro del Battistero", avvicinandolo allo stile di Gaddo Gaddi. Altri invece, come Luciano Bellosi, pensarono invece a una maestro giottesco che aveva presente il ciclo della Cappella degli Scrovegni, secondo Pesenti conoscitore anche della scuola senese. |
|          | Giuseppe si riconcilia con i fratelli                                   | Valgono le stesse considerazioni della scena precedente, con l'eccezione del parere di Pesenti, che avvicinò queste scene alle Storie di Giuseppe nella basilica superiore di Assisi; già Longhi dopotutto aveva notato affinità nella disposizione dei personaggi in questa scena con l'affresco di San Francesco sul carro di fuoco ad Assisi. |
|          | Incontro di Giacobbe e Giuseppe                                         | Stesse considerazioni stilistiche della scena di Giuseppe nominato sovrintendente d'Egitto. |

#### Storie di Maria e di Cristo
| Immagine | Titolo                          | Note |
| -------- | ------------------------------- | --- |
|          | Annunciazione                   | Assegnata da Pesenti all'ambito di Coppo di Marcovaldo in base a una somiglianza con l'Annunciazione sulla Madonna-reliquiario di Santa Maria Maggiore, opera che oggi è invece attribuita a una maestro bizantino della prima metà del Duecento. |
|          | Visitazione                     | Questa scena è attribuita nel disegno a Cimabue, come quella sottostante dell'Imposizione del nome al Battista. Metà della figura della donna a sinistra è stata rifatta a fine Ottocento. |
|          | Natività di Gesù                | Stesse considerazioni della scena precedente, presenta un restauro nel panneggio di san Giuseppe. |
|          | Adorazione dei Magi             | Pesenti riferì i tre mosaici con le Storie dei Magi al Maestro della Maddalena, con datazione alla fine del Duecento. |
|          | Sogno dei Magi                  | Stesse considerazioni della scena precedente. |
|          | Viaggio di ritorno dei Magi     | Stesse considerazioni della scena precedente. |
|          | Presentazione di Gesù al Tempio | Scena riferita pure al Maestro della Maddalena, Pesenti vi rilevò però un diverso apporto nelle figure di san Simeone e del Bambino, riferibile a un maestro di formazione più schiettamente bizantina (non lo stesso del Cristo giudice però), il cui stile era caratterizzato da andamenti nervosi e panneggi amplissimi. La profetessa Anna reca un cartiglio con iscrizione cporrettamente in ebraico. |
|          | Sogno di san Giuseppe           | Riferita al Maestro della Maddalena. |
|          | Fuga in Egitto                  | Riferita al Maestro della Maddalena. |
|          | Strage degli innocenti          | Le tre scene di questo spicchio, come le tre sottostanti delle Storie del Battista, mostrano un'accentuazione dinamica e una folla di personaggi che Longhi avvicinò al "barocco carolingio" e a Gaddo Gaddi, parlando di un generico "Penultimo Maestro del Battistero". Pesenti, rilevando le peculiarità tecniche di queste storie, confermò l'ipotesi longhiana. |
|          | Ultima cena                     | Oltre alle considerazioni riferite per la scena precedente, per questa e per il Bacio di Giuda Venturi rilevò un forte senso per la decorazione derivata dai mosaici romani e gli intarsi cosmateschi, con figure robuste e massicce che possono richiamare le opere di Cimabue. Il nome del maestro toscano venne però rifiutato, riguardo a queste storie, dal Toesca e dal Salmi. L'ipotesi più seguita resta quindi quella del "Penultimo Maestro del Battistero", il più vivace dei maestri del ciclo, caratterizzato anche da un forte accento plastico.   |
|          | Bacio di Giuda                  | Le considerazioni stilistico-attributive sono analoghe a quelle della scena precedente. |
|          | Crocifissione                   | La scena è attribuita al cosiddetto "Ultimo Maestro del Battistero", che avrebbe lavorato nel 1285-1295 circa nell'ultimo spicchio della cupola vicino a Gaddo Gaddi. Sue caratteristiche sono il plasticismo accentuato e l'espressività, bilanciate però dall'equilibrio compositivo, ormai protogiottesco. Il riquadro venne già restaurato nel 1481, probabilmente da Alesso Baldovinetti, al quale sarebbero da riferire il modellato del corpo d Cristo, il morbido panneggio del perizoma, delle vesti della Madonna e della pia donna alla sua sinistra. |
|          | Compianto sul Cristo morto      | Attribuita al cosiddetto "Ultimo Maestro del Battistero". |
|          | Pie donne al sepolcro           | Attribuita al cosiddetto "Ultimo Maestro del Battistero". Non è rappresentata la scena della Resurrezione: il Cristo risorto è infatti il giudice che domina la grande scena del Giudizio Universale. |

#### Storie di san Giovanni Battista
Le Storie di san Giovanni battista, a cui è dedicato l'edificio, occupano la fascia più esterna della cupola, a ridosso dell'imposta. Dal punto di vista organizzativo ricalcano la scansione delle altre scene, ovviamente più lunghe per la maggiore superficie disponibile alla base della cupola.
| Immagine | Titolo                                                    | Note |
| --- | --------------------------------------------------------- | --- |
| | Annuncio della nascita del Battista a Zaccaria            | La scena è attribuita al disegno di Cimabue. |
| | Nascita e imposizione del nome al Battista                | \| Attribuita a Cimabue dal Toesca, appare particolarmente stringente con opere dell'artista il volto del giovane ultimo a destra prima Zaccaria, come confermò anche Berenson e da Salmi (che gli attribuiva comunque l'intera scena). Il volto del giovane appare assai simile a una testa nella Crocifissione del transetto sinistro della basilica superiore di Assisi, con naso, capelli e orecchio pressoché identici. Minori sono invece le analogie con il volto del San Giovanni nell'abside del Duomo di Pisa[6]. \| |
| | San Giovannino nel deserto                                | Attribuita genericamente a un artista fiorentino. Il modo di disegnare le montagne come rocce scheggiate illuminate nelle zone più sporgenti risale alla tradizione bizantina ed è descritto anche nel Libro dell'arte di Cennino Cennini. Qui si trova la targa del restauro ottocentesco. |
| | Predica nel deserto                                       | Riferibile a maestranze fiorentine. |
| | Battesimo delle folle                                     | Riferibile a maestranze fiorentine. |
| | San Giovanni Battista indica Cristo come l'Agnello di Dio | Riferibile a maestranze fiorentine. |
| | Battesimo di Cristo                                       | Attribuito al disegno di Cimabue, mostra convenzioni bizantine come quella di rappresentare Cristo coperto dall'acqua fino al busto e senza che questa esondi ai lati, come dipinse ancora Giotto nel Battesimo della Cappella degli Scrovegni. |
| | San Giovanni Battista rimprovera Erode                    | Il santo rimprovera il re Erode Antipa per aver sposato Erodiade, prima sposa di suo fratello Erode Filippo. La scena è attribuita a maestranze fiorentine. |
| | San Giovanni Battista in prigione                         | Attribuito dal Longhi al "Penultimo Maestro del Battistero" e Gaddo Gaddi, autori di quel particolare stile definito "barocco", che si riscontra anche in altre scene in questo spicchio. |
| | San Giovanni Battista visitato in prigione dai discepoli  | Valgono le stesse considerazioni della scena precedente. |
| | I discepoli del Battista assistono ai miracoli di Cristo  | Evidente è l'affollamento e la sovrabbondanza decorativa della scena che il Longhi riferì al "Penultimo Maestro del Battistero". |
| | Banchetto di Erode                                        | Altra scena di gusto "barocco" è attribuibile al "Penultimo Maestro del Battistero". |
| | Decollazione del Battista                                 | Di scuola fiorentina, si distingue per la violenta rappresentazione della decapitazione, grazie all'espressività del gesto del carnefice. |
| | Salomè presenta la testa del Battista al banchetto        | Di scuola fiorentina. |
| | Sepoltura di san Giovanni Battista                        | Di scuola fiorentina, è stata riferita anche a Cimabue. |
| Attribuita a Cimabue dal Toesca, appare particolarmente stringente con opere dell'artista il volto del giovane ultimo a destra prima Zaccaria, come confermò anche Berenson e da Salmi (che gli attribuiva comunque l'intera scena). Il volto del giovane appare assai simile a una testa nella Crocifissione del transetto sinistro della basilica superiore di Assisi, con naso, capelli e orecchio pressoché identici. Minori sono invece le analogie con il volto del San Giovanni nell'abside del Duomo di Pisa. |                                                           | |

### I matronei
L'ultima parte ad essere decorata a mosaico, tra il 1300 e il 1330 circa, furono i coretti dei matronei. I Santi e gli Angeli dei matronei non hanno riscosso grande interesse nella critica e non sono stati oggetto di studi specifici. La loro datazione si basa indicativamente su considerazioni stilistiche e sulla nota del Villani che ricorda la decorazione musiva terminata nel 1330.
Non ci sono studi critici specifici sui mosaici dei matronei. Soltanto il Venturi nota brevemente che essi furono eseguiti dopo la fine del secolo XIII. Dato che, come riporta il Ragghianti, nel 1330 il Villani riferisce che a quella data i mosaici del Battistero erano terminati, consideriamo l'arco di tempo 1300-1315 ca. come quello più verosimile per la loro esecuzione. Nella volta di questo matroneo - che ha al centro un motivo di cielo stellato, simbolo dell'Empireo - compaiono delle raffigurazioni di angeli che propendiamo nell'identificare come gerarchie angeliche, ma i cui attributi non sono ben chiari.

### Altri mosaici

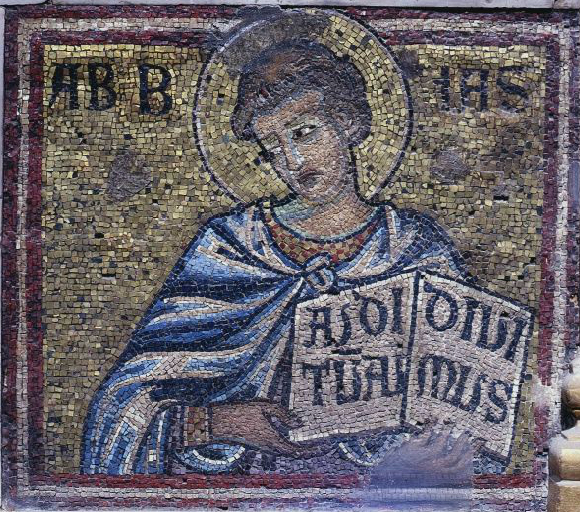
Ambito del Maestro di San Gaggio (attr.), Abdia

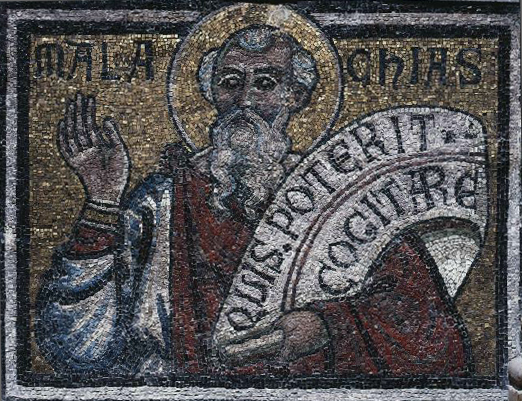
Ambito del Maestro di San Gaggio (attr.), Malachia

Alla base della cupola corre un fregio con riquadri di santi, riferibili alla fine del Trecento su disegno di Lippo di Corso. 
Rappresentano:
- Sant'Ambrogio
- San Gregorio Nazianzeno (?)
- San Girolamo
- Sant'Agostino
- Santo Stefano
- San Leone Papa
- Sant'Isidoro
- San Filippo (?)
- San Silvestro
- San Nicola di Bari
- Santo diacono martire
- Sant'Ignazio di Loyola
- San Dionigi
- Santo diacono
- San Basilio
- San Protasio (?)
- San Gregorio Magno
- San Cipriano vescovo
- San Vincenzo
- San Fulgenzio
- San Martino
- Santo diacono
- San Zanobi
- Sant'Ilario
- San Lorenzo (?)
- San Giovanni Crisostomo (?)

Più pregevoli appaiono invece i riquadri con profeti e patriarchi sui parapetti dei matronei, che Vasari attribuì, con elogi, a Gaddo Gaddi (fine del XIII secolo), il quale vi avrebbe lavorato da solo, senza aiuti, affermazione non ritenuta esatta dalla critica moderna, che dell'ambito del Maestro di San Gaggio (attr.), cioè di un artista vicino a Grifo di Tancredi. Una valutazione critica va comunque fatta al netto degli interventi di restauro sette-ottocenteschi.
Vi sono rappresentati:
- Isaia
- Geremia
- Daniele
- Ezechiele
- Osea
- Gioele
- Abdia
- Amos
- Michea
- Giona (?)
- Naum
- Abacuc
- Sofonia
- Aggeo
- San Zaccaria
- Malachia
- David
- Salomone
- Matatia
- Giuda Maccabeo
- Neemia
- Esdra
- Zorobabele
- Iosedech (?)
- Eliseo
- Onia
- San Samuele
- Giosuè
- Noè
- Baruc
- Isacco
- Abramo
- Enoch